# 立命館大学体育会サッカー部
立命館大学体育会サッカー部（りつめいかんだいがくたいいくかいサッカーぶ）は、京都府京都市にある立命館大学のサッカークラブである。

## 歴史
クラブの創設は1950年であり、1953年に体育会所属のクラブとして承認されると共に関西学生サッカー連盟に加盟した。
1953年に関西学生サッカーリーグ4部で優勝、1954年に関西学生リーグ3部で優勝して1955年に同リーグ2部に昇格した。1957年に関西学生リーグ1部へ昇格したものの、翌年に2部へ降格した。
また、1953年より同志社大学、1955年より法政大学、1965年より朝鮮大学校とそれぞれ定期戦を開始した。
1971年に13年ぶりに1部へ昇格したが、翌72年に1年で2部に降格。1977年には3部へ降格したが、翌78年に2部へ復帰。1981年に1部へ再昇格を果たした。
1994年に第74回天皇杯全日本サッカー選手権大会で天皇杯に初めて出場した。1998年の第78回天皇杯全日本サッカー選手権大会で天皇杯初勝利を挙げた。
2000年、関西学生サッカーリーグ1部で初優勝した。2006年に総理大臣杯全日本大学サッカートーナメント決勝で福岡大学を破って初優勝した。
2015年の京都FAカップ京都サッカー選手権大会決勝でSP京都FCを破り、9年ぶりに天皇杯に出場。1回戦でJ2・京都サンガF.C.にPK戦の末、敗れた。
2019年、4年ぶりに天皇杯に出場して、1回戦でJFLの奈良クラブに勝利した。

## 主な成績
- 全日本大学サッカー選手権大会
  - 準優勝：1回（2004）
- 総理大臣杯全日本大学サッカートーナメント
  - 優勝：1回（2006）
- 関西学生サッカーリーグ1部
  - 優勝：2回（2000, 2005）
  - 準優勝：3回 (1997, 2002, 2006)
- 京都FAカップ京都サッカー選手権大会（兼天皇杯京都府予選）
  - 優勝：5回 (1999, 2000, 2003, 2015, 2019)
  - 準優勝：2回 (2016, 2018)

## その他の関連チーム
- 立命館大学体育会女子サッカー部
- 立命館アジア太平洋大学サッカー部

## 主な出身者
1994年度卒
- 實好礼忠

1995年度卒
- 松原浩樹

2000年度卒
- 伊藤宏樹

2001年度卒
- 不老伸行

2004年度卒
- 石田英之

2005年度卒
- 藤田祥史
- 小原昇

2006年度卒
- 阪田章裕
- 修行智仁
- 西野誠
- 髙橋健史

2007年度卒
- 永田亮太
- 白井脩平
- 深水章生
- 古部健太

2009年度卒
- 鈴木彩貴
- 福本尚純
- 内田昂輔
- 己浪学

2010年度卒
- 前野貴徳
- 金山隼樹
- 内藤洋平

2011年度卒
- 加藤恒平
- 藤田浩平
- 村上巧

2012年度卒
- 藤原広太朗
- 山田樹
- 坂本一輝

2013年度卒
- 井上寛太
- 中谷喜代志
- 武田有祐
- 垣根拓也
- 戸高弘貴

2014年度卒
- 谷口智紀
- 森川裕基
- 山田俊毅

2015年度卒
- 茂平
- 知念雄太朗

2016年度卒
- 大田隼輔
- 國分伸太郎
- 髙畑智也

2019年度卒
- 竹本雄飛
- 外山佳大
- 小松拓幹

2020年度卒
- 藤井智也
- 東野広太郎
- 延祐太
- 田中康介

在籍中
- 中野瑠馬